# Barkiden
Die Barkiden (altgriechisch Βαρκαῖοι) waren die Angehörigen einer karthagischen Familie, die ihre Herkunft auf die Gründer der Stadt Karthago zurückführte. Sie dienten ihr in der Innenpolitik und als Militärs. Die Benennung stammt vom Beinamen des Hamilkar Barkas, mit dem sie in das Licht der Geschichte tritt, und erstreckt sich auch auf ihre Parteigänger. Neben dem Namensgeber ist der bekannteste Vertreter sein Sohn Hannibal.

## Geschichte
Nach der Niederlage im Ersten Punischen Krieg und dem schweren Kampf gegen die Söldner strebte Karthago einen Ausgleich für die verlorenen Territorien und Handelsplätze an. Wahrscheinlich war es der frühere Stratege Hamilkar, auf dessen Initiative die Stadt sich der Eroberung der Iberischen Halbinsel zuwandte, wo sie schon früher Einfluss ausgeübt hatte. Innerhalb kurzer Zeit brachte er weite Teile der Iberischen Halbinsel unter seine Herrschaft. Nach seinem Tod im Jahr 229 v. Chr. gelang es seinem Schwiegersohn Hasdrubal, gestützt auf Verbindungen zu Hause und mit dem Herrscherhaus von Numidien, die Stellung zu konsolidieren und auszuweiten. Durch sein diplomatisches Geschick gelang es ihm, sich die Sympathien der wichtigen Stammesführer zu erringen. Auf dieser Basis konnte der nächste Stratege, Hamilkar Barkas’ Sohn Hannibal, später seinen Krieg gegen Rom führen (Zweiter Punischer Krieg), während seine Brüder Hasdrubal und Mago die Stellung in Spanien hielten. Die Hauptstadt des Reiches war die Neugründung Carthago Nova.
Schon in der Antike hat man behauptet, dass die Barkiden eine eigene Herrschaft auf der Iberischen Halbinsel oder gar die absolute Macht in der Mutterstadt anstrebten, und in der Tat liegt der Gedanke an gleichzeitige hellenistische Dynasten nicht fern, zumal der ältere Hasdrubal Münzen prägen ließ, auf denen er mit dem königlichen Diadem dargestellt ist. Auch in Rom beginnt in dieser Zeit mit Publius Cornelius Scipio Africanus die Entwicklung, dass große Einzelpersönlichkeiten aus dem Kreis ihrer Standesgenossen herausragen. Die Barkiden herrschten relativ selbstständig in ihrem neu errichteten Reich, aber konkrete Umsturzpläne sind nicht bekannt. Die Führung der Stadt war auch ständig durch Angehörige des Rates in der iberischen Hauptstadt bzw. dem Heerlager vertreten.

### Belletristik
- Gisbert Haefs: Hannibal. Der Roman Karthagos. Haffmans, Zürich 1989, ISBN 3-251-00128-0.